# Marseille (Band)
Marseille ist eine englische Rock- und New-Wave-of-British-Heavy-Metal-Band aus Liverpool, die 1976 gegründet wurde, sich 1984 auflöste und seit 2008 wieder aktiv ist.

## Geschichte
Bereits zuvor waren die Mitglieder in der Band AC/DC tätig. Nachdem jedoch die gleichnamige australische Band 1976 größere Erfolge erzielen konnte, erfolgte Mitte des Jahres die Umbenennung in Marseille. Zu diesem Zeitpunkt bestand die Besetzung aus dem Sänger Paul Dale, den Gitarristen Neil Buchanan und Andy Charters, dem Bassisten Steve Dinwoodie und dem Schlagzeuger Keith Knowles. Im folgenden Jahr trug die Band in Zusammenarbeit mit Varèse International Lieder für den Soundtrack des Films Das wilde Schaf (auch unter dem Namen The French Way bekannt) bei. Der Film selbst war bereits zwei Jahre zuvor fertiggestellt worden. Es folgte die EP Do It the French Way, die das Titellied, Not Tonight Josephine und She Gives Me Hell enthält. Hierauf wurde die Band als „Marseilles“ bezeichnet. 1977 gewann die Band das erste britische Battle of the Bands. Gegen Ende des Jahres unterzeichnete die Band einen Vertrag bei Mountain Records, der für fünf Alben über den Zeitraum von fünf Jahren geplant war. Hierüber erschienen 1978 die Singles The French Way und Kiss Like Rock & Roll und ein Promo-Sampler. Im selben Jahr spielte die Gruppe als erste NWoBHM-Band auf einem großen europäischen Festival spielen: Dem Bilzen Festival in Belgien. Es wurden zudem Auftritte mit Wishbone Ash, UFO und Gillan abgehalten. Im selben Jahr erschien das Debütalbum Red, White and Slightly Blue. Das von Leo Lyons produzierte Album wurde jedoch nur in geringer Stückzahl veröffentlicht, da die meisten Kopien zurückgenommen wurden, da das Resultat der Band nicht gefiel. Die Gruppe begann daraufhin Anfang 1979 bereits mit den Aufnahmen zum nächsten Album. In der Zwischenzeit, bis die Arbeiten beendet waren, ging es mit Judas Priest auf Tour. Das selbstbetitelte Album erschien im selben Jahr, zur Zeit der Veröffentlichung hielt die Gruppe eine 25-tägige Tour mit Whitesnake ab. Viele Veröffentlichungen des Albums enthielten Red, White and Slightly Blue als kostenlose Beilage. Im Anschluss erschienen noch im selben Jahr die Singles Over and Over und Bring on the Dancing Girls. Nach einer weiteren Single namens Kites, einer Coverversion des Simon-Dupree-and-the-Big-Sound-Liedes, die Anfang 1980 erschien, ging es mit Blackfoot und den Labelkollegen Nazareth auf Tournee. Sie war dabei die erste NWoBHM-Band, die eine Tour durch die USA abhielt. Die Tour hatte am 9. Mai 1980 in Charleston, South Carolina, begonnen und schloss auch Auftritte in Kanada mit ein. Die Tour endete im Juni in Miami. Nach ihrer Rückkehr nach Europa musste die Band feststellen, dass Mountain Records seinen Bankrott verkündet hatte. Zudem befand sich das gesamte Equipment der Band in den USA, wobei es ihr nicht möglich war dies zurückzuerhalten. Die Mitglieder widmeten sich daraufhin anderen Projekten, wobei die Band nie offiziell ihre Auflösung verkündet hatte.
Bis Anfang 1982 hatte sich die finanzielle und personelle Situation wieder verbessert. Zu den bereits bekannten Mitgliedern Neil Buchanan (E-Gitarre), Keith Knowles (Schlagzeug) und Steve Dinwooedie (Bass) stießen der Gitarrist Mark Hay und der Sänger Sav Pearse. Mit neuem Management begannen die ersten lokalen Auftritte. Zudem erschien ein Demo, das unter anderem die Lieder Raise Hell, Yesterday’s Hero und CC Riders enthält. Für Anfang 1983 war die Veröffentlichung einer EP, die die drei Lieder Till It's Gone, Open Fire und We Got Rock'n'Roll enthalten sollte, bei Next Records, dem Label des Managements, geplant, die jedoch ausblieb. In der folgenden Zeit hielt die Band Ausschau nach einem Plattenvertrag, ehe sie Anfang 1984 bei Ultra Noise Records unterzeichnete. Mittlerweile war Mark Hay durch Mark Railton ersetzt worden. Noch bevor die Arbeiten zum Comeback-Album begonnen hatten, verließ Buchanan die Besetzung, um sich seiner TV-Karriere zu widmen. Die Band entschloss sich daraufhin als Quartett fortzufahren. Ein paar Monate später erschien daraufhin das von John Verity produzierte Album Touch the Night. Als Single wurde Walking on a High Wire ausgekoppelt, welche Platz 98 in den britischen Single-Charts belegte. Gegen Ende des Jahres 1984 kam Toby Martin als zweiter Gitarrist hinzu. Durch fehlenden kommerziellen Erfolg trennte sich das Label Ultra Noise Records, das selbst im Frühling 1985 seinen Bankrott verkündete, von der Band. Sav Perse verließ daraufhin die Gruppe, die verbliebenen Mitglieder glaubten zunächst daran, die Band auch ohne ihn fortführen zu können, jedoch kam es kurze Zeit später zur Auflösung.
Nachdem die Band fast 30 Jahre nicht mehr aufgetreten war, fand sie sich für ein einziges Konzert im Rock Garden in Covent Garden am 1. September 2008 zusammen und bestand dabei aus Paul Dale, Neil Buchanan, Andy Charters, Steve Dinwoodie und Keith Knowles. Jedoch blieb es nicht bei diesem einen Auftritt. Nach weiteren Konzerten, fand im Dezember 2009 der offizielle Auftritt zur Wiedervereinigung auf dem dritten Hard Rock Hell statt. Im September 2010 erschien das Album Unfinished Business. Die Besetzung besteht mittlerweile neben Buchanan und Charters aus dem Sänger Nige Roberts, dem Schlagzeuger Ace Finchum und dem Bassisten Rob Brooks.

## Stil
Laut Malc Macmillan in The N.W.O.B.H.M. Encyclopedia kann man auf Do It the French Way Einflüsse von 1970er Jahre Bands wie Pet Hate, Urchin, Slade und Small Faces heraushören. Red, White and Slightly Blue sei „heavier“ mit wenig juvenilen Texten. Das selbstbetitelte Album repräsentiere die Musik der Band am meisten. Hierauf gebe es melodischen Rock und Metal, der dem von Mother’s Ruin, Frenzy und Tobruk ähnele. Das spätere Demo sei mit der Musik von Black Axe und Crucifixion vergleichbar. Touch the Night biete Melodic Rock im Stil von Chrome Molly, Def Leppard und Alkatrazz. Matthias Mader zählte die Band in dem Buch NWoBHM New Wave of British Heavy Metal The glory Days zu den Pionieren der NWoBHM. Red, White and Slightly Blue gehöre noch zur Prä-NWoBHM, weise Einflüsse aus dem Glam Rock auf, habe keine langen Gitarren-Soli, sei voll roher Energie und anachronistisch. Auf dem selbstbetitelten Album habe der Hard-Rock-Einfluss deutlich zugenommen. The International Encyclopedia of Hard Rock and Heavy Metal merkte an, dass die Band an der Spitze der NWoBHM war, als diese ihren Höhepunkt gehabt habe. Martin Popoff rezensierte in seinem Buch The Collector’s Guide of Heavy Metal Volume 1: The Seventies das Album Red, White and Slightly Blue und führte an, dass man die Band nirgendwo genau in die Geschichte des Metal einordnen kann. Der Musik liege ein französisches Thema zugrunde und sei eine Mischung aus Hard Rock, Glam Rock, Punk und New Wave. Zudem beschrieb er sie als eine Kreuzung aus Trust, Heavy Metal Kids, Little Boy Story und The Sweet. Das selbstbetitelte Album sei professionell und modern, mit leichteren Riffs im Vergleich zu anderen Vertretern der NWoBHM. Die Songs würden Einflüsse von Riot, Ted Nugent, Starz, Legs Diamond und Status Quo erkennen lassen. Das Album, das ein wichtiger Vorläufer für den später aufkommenden Stadium Rock gewesen sei, habe fast nichts mit dem Vorgänger gemeinsam. Im zweiten Band seiner Buchreihe merkte er an, dass auf Touch the Night „Pop-Metal“ zu hören ist, der für den US-amerikanischen Markt gemacht worden sei. Laut Allmusic vermischt die Band auf Red, White and Slightly Blue Melodic Rock und Pop. Auf dem selbstbetitelten Album nähere man sich eher dem traditionellen Hard Rock an. Paul A. Royd vom Metal Hammer schrieb in seiner Rezension zu Touch the Night, dass Parallelen zu Asia und Survivor zu hören sind. Auf der zweiten Hälfte gebe sich die Band härter, wobei sie die Refrains sehr oft in den Liedern wiederhole.

## Diskografie
- 1977: Do It the French Way (EP, Varèse International)
- 1978: The French Way (Single, Mountain Records)
- 1978: Red, White and Slightly Blue (Album, Mountain Records)
- 1978: Kiss Like Rock & Roll (Single, Mountain Records)
- 1978: Special Sampler (Demo, Eigenveröffentlichung)
- 1979: Marseille (Album, Mountain Records)
- 1979: Over and Over (Single, Mountain Records)
- 1979: Bring on the Dancing Girls (Single, Mountain Records)
- 1980: Kites (Single, Mountain Records)
- 1982: Demo (Demo, Eigenveröffentlichung)
- 1984: Walking on a High Wire (Single, Ultra Noise Records)
- 1984: Touch the Night (Album, Ultra Noise Records)
- 2003: Rock You Tonight: The Anthology (Kompilation, Castle Communications)
- 2009: Fourplay (EP, Eigenveröffentlichung)
- 2010: Unfinished Business (Album, Eigenveröffentlichung)